# Christophe Siébert
Christophe Siébert, né le 11 octobre 1974 à Millau,, est un romancier et poète français.
Son œuvre, influencée par le roman noir et souvent qualifiée d'« underground » ou d' « alternative », propose un réalisme critique et une forme de naturalisme social qui mêle horreur, érotisme et violence de type gore.

## Biographie
Christophe Siébert fonde, en 1998, le collectif « konsstrukt » qui réunit des écrivains, plasticiens et musiciens.
Il commence à se faire connaître au début des années 2000, notamment grâce à de nombreuses publications dans des revues alternatives et fait son entrée sur la scène littéraire en 2007 avec J'ai peur, premier roman remarqué, paru chez La Musardine. Explorant une veine punk du roman noir, sans cacher sa compassion pour les marginaux et les exclus, son travail a été comparé à celui de Virginie Despentes et de Jean-Patrick Manchette.
Il crée, en 2008, le fanzine L'Angoisse dans lequel il publiera une centaine d'auteurs. Onze numéros paraissent, d'abord dans une version numérique puis papier.
Christophe Siébert pratique fréquemment la lecture publique de ses textes, notamment lors de tournées, parfois accompagné de musiciens. Il est le créateur et co-organisateur du « Salon des Voix Mortes », événement littéraire ayant pour objectif la promotion de la littérature indépendante.
Depuis 2018, il dirige la collection Les Nouveaux Interdits, qu'il a créée pour La Musardine / Media 1000.
En septembre 2019, son livre Métaphysique de la viande (qui selon son éditeur Au diable vauvert "reprend deux romans cultes : Nuit noire, la genèse et les fantasmes d’un tueur en série, et Paranoïa, un polar de gare nerveux et violent, entre récit de fin du monde et délire complotiste") est récompensé par le prix Sade.
En mars 2020, il entame, avec la publication du roman Images de la fin du monde, le cycle des Chroniques de Mertvecgorod, vaste saga post-apocalyptique construite comme un puzzle, dont la critique salue l'audace d'une "écriture dégraissée".
Avec l'association Les Avocats du diable il est à l'origine, en 2023, du prix Jacques Sadoul de la nouvelle, en hommage au célèbre éditeur et maître de la littérature policière.

## Œuvres

### Romans
- J'ai peur, La Musardine, 2007[10],[11]
- Le Valet, La Musardine, coll. « Média 1000 », 2009
- Le Mange-femme, La Musardine, coll. « Média 1000 », 2009[12]
- Chaudasse !, La Musardine, coll. « Média 1000 », 2010
- Détournement, La Musardine, coll. « Média 1000 », 2011
- Docile, La Musardine, coll. « Média 1000 », 2011[13]
- Mi-pute mi-soumise, La Musardine, coll. « Média 1000 », 2011
- Nuit noire, éd. Rivière blanche, 2011[14], rééd. Trash Éditions, 2014 (épuisé)
- Sexe connexion, éd. Numériklivres, 2012[15],[16],[17] (épuisé)
- Holocauste, éd. Numériklivres, 2013, réed. Rivière blanche, 2016
- La Place du mort, Camion Noir, 2014 (épuisé), réed. OVNI Editions, 2017 (épuisé)
- Paranoïa, Trash Éditions, 2016 (épuisé)
- La Trilogie de la crasse, Batro Games, 2018
- Métaphysique de la viande, Au diable vauvert, 2019 (Prix Sade 2019)

### Cycle de Mertvecgorod
- Images de la fin du monde, Au diable vauvert, 2020 (finaliste du Grand Prix de l'Imaginaire et du Prix Rosny aîné)
- Feminicid, Au diable vauvert, 2021 (finaliste du Grand Prix de l'Imaginaire)
- Valentina, Au diable vauvert, 2023
- Hram, Gore des Alpes, 2023
- Vive le feu, Zone 52, collection « Karnage », 2023
- Volna, Mu, 2023
- Une vie de saint, Au diable vauvert, 2025

### Nouvelles et recueils de nouvelles
- Porcherie, éd. kstrkt, 2013 (épuisé)
- Papi jute dans la sauce aux câpres, éd. La Belle époque, coll. « Or », 2015
- Je n'avais pas envie de mourir, éd. La Belle époque, coll. « La belle vie », 2016
- Porcherie volume 1 (recueil), Les Crocs Electriques, 2017 (épuisé)
- Porcherie volume 2 (recueil), Les Crocs Electriques, 2017 (épuisé)
- Porcherie volume 3 (recueil), Les Crocs Electriques, 2017 (épuisé)
- Porcherie volume 4 (recueil), Les Crocs Electriques, 2018 (épuisé)

### Poésie
- Poésie portable, éd. Gros Texte, 2013[18],[19],[20]
- Découper l'univers..., éd. Gros Texte, 2015
- Une vie normale, Le dernier cri, 2019

### Participations à des ouvrages collectifs
- Raison basse, éditions Caméras Animales, 2009
- Métaphysique d'autolyse, éditions Tinam S., 2013
- Dimension Trash, éditions Rivière blanche, 2015
- Dimension Violences, éditions Rivière blanche, 2018
- Anthologie des Utopiales 21, éditions ActuSF, 2021
- Les Liens du groupe sanguin et autres nouvelles du prix Hemingway, Au diable vauvert, 2021
- Nos plus beaux effets gore, éditions Faute de frappe, 2023
- Le Futur de la cité, anthologie des Imaginales, Au diable vauvert, 2023
- Les Contes rouges (Charogne), Les Artistes fous associés, 2023
- Les Nouveaux Déviants, Au diable vauvert, 2024 (également co-éditeur, avec Morgane Caussarieu),
- Hors normes, anthologie des Imaginales, Au diable vauvert, 2025

### Livre audio
- Holocauste, lecture par l'auteur, Kakakids Records, 2013
- Porcherie, lecture par l'auteur, autoproduction, 2013 (épuisé)

### Scénario
- L'enfant dissocié, scénario pour le jeu de rôle Mantra, Batro'Games, 2016

### Revues et divers
Christophe Siébert a publié des nouvelles et poèmes dans de nombreuses revues dont, entre autres, Chimères, Les États civils, Freak Wave, Mauvaise graine, Le Livre à disparaître, La Vérité débraillée, Madame, Banzaï, Le Bateau, Bad to the bone, etc. Certains textes sont également parus sous forme de feuilletons à épisodes dans L'Angoisse. Il a sporadiquement travaillé comme chroniqueur pour des magazine en ligne, tels que Les Plus Belles Plumes, ou des sites, tels que le blog de La Musardine.

## Prix
- Prix Sade 2019 (ex-æquo avec Kevin Lambert) pour Métaphysique de la viande (Au diable vauvert)[21]
- Finaliste du Grand Prix de l'Imaginaire et du Prix Rosny aîné 2020 pour Images de la fin du monde (Au diable vauvert)
- Finaliste du Grand Prix de l'Imaginaire 2021 pour Feminicid (Au diable vauvert)